# Célula LAK
Se conoce como célula LAK (del inglés limphokine-activated killer cells = células "killer" activadas por linfoquinas) a las células NK activadas de forma artificial en laboratorio. También se la denomina linfocito agresor activado por linfocina.

## Síntesis
Las células LAK, son morfológicamente similares a las células NK. Se originan in vitro a partir de linfocitos periféricos totales o clones celulares determinados tratados con la linfoquina Interleucina-2 (IL-2) por aproximadamente 3-34 días. La IL-2 ejerce su efecto a través del IL-2 R b g c promoviendo la diferenciación a células LAK.
Las células T activas, producen IL-2 en gran cantidad pudiendo estimular la diferenciación de células NK a células LAK. Además de la IL-2, las NK responden a IL-12, IL-15 e INF-I. 

## Importancia clínica
Las células LAK exhiben una capacidad citolítica aumentada y una amplia especificidad de diana, lisando una gran variedad de células tumorales y tipos celulares normales no propias, entre las que se encuentran en primer lugar las células epiteliales (endotelio). Debido a esto, las células LAK han adquirido una creciente importancia en los últimos años debido a su utilización en clínica. La actividad lítica generada se caracteriza por abarcar células tumorales, generalmente resistentes a las NK, pero no atacar células normales. El mecanismo general de la lisis es menos conocido que el de las NK y aparentemente tendría algunas diferencias. Por inmunoterapia adoptiva entendemos un procedimiento a través del cual a un enfermo portador de un tumor (generalmente metastásico) se le extraen linfocitos (leucoféresis) para posteriormente tratarlos con IL-2. A través de este sistema las células se convierten en LAK, adquieren una capacidad lítica que no poseían, y pueden ser reinyectadas en el mismo paciente (suspendidas en IL-2) para reiniciar el combate contra el tumor.
Este proceso requiere de un riguroso control del paciente; la terapia misma es larga, generalmente empieza con la administración intravenosa de IL-2 por varios días, mientras simultáneamente se empiezan las leucoféresis y la generación in vitro de las células LAK. Finalmente, se van administrando estas células diariamente por vía intravenosa, completándose el proceso, de acuerdo a las condiciones del paciente, en aproximadamente 5 a 30 días.
El costo, además, es alto, principalmente por los procedimientos clínicos: hospitalización, leucoféresis, control del tratamiento, especialmente en cuanto a la toxicidad de la IL-2, que presenta una larga lista de efectos secundarios, manejo farmacológico del paciente y manejo in vitro de los linfocitos.
A pesar de estos inconvenientes, hay antecedentes altamente positivos con regresión total o parcial de la enfermedad en aproximadamente un 30 por ciento de los pacientes tratados y la mantención de esta situación por varios meses, siendo la casuística informada cada vez más abundante e interesante. Esta terapia ha sido especialmente exitosa en la reducción de las metástasis, la que sin duda ha representado un gran avance en la terapia anticancerígena.